# Christopher Meyer

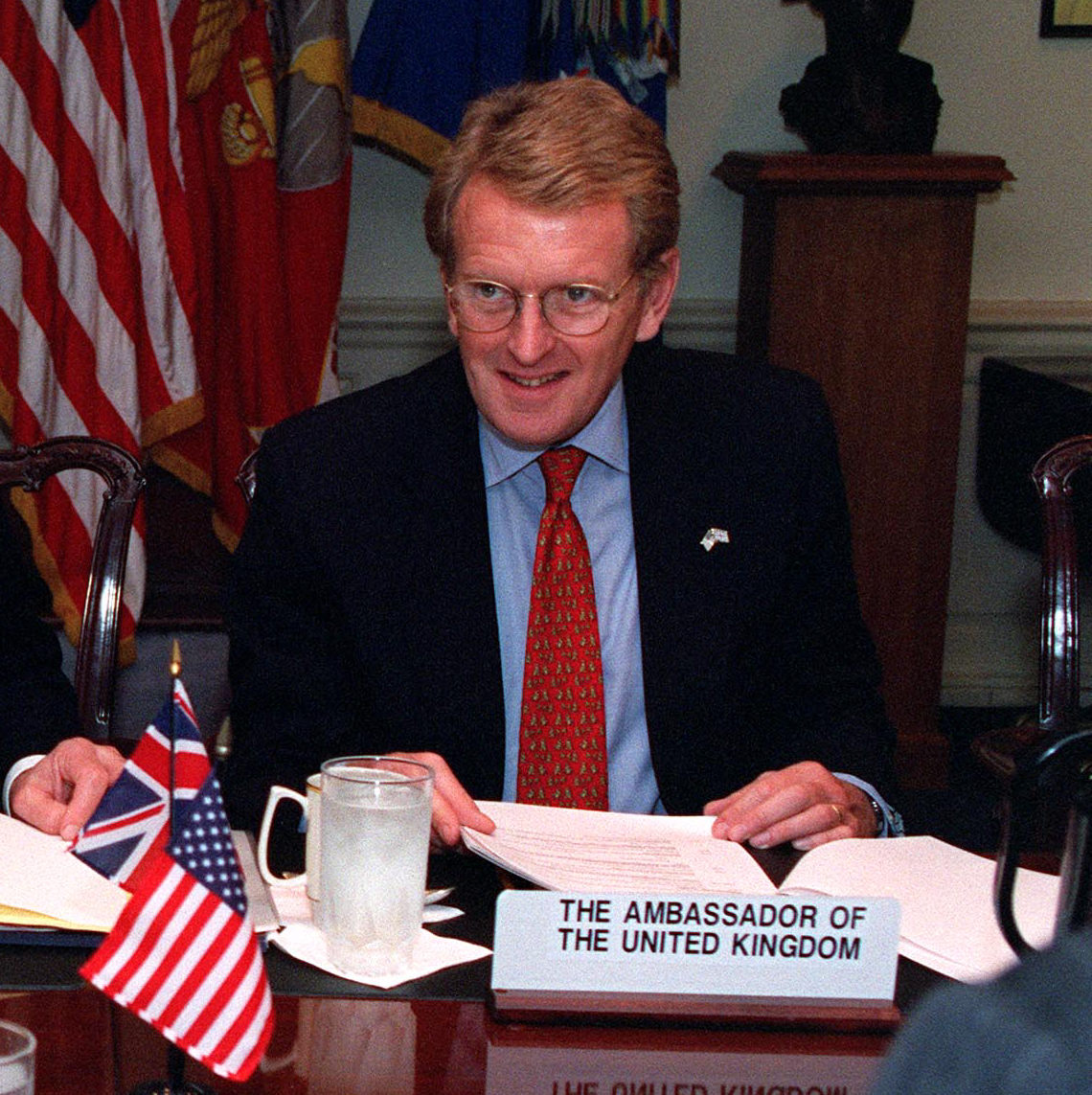
Christopher Meyer (2001)

Christopher John Rome Meyer, KCMG (* 22. Februar 1944 in Beaconsfield, Buckinghamshire, Vereinigtes Königreich; † 27. Juli 2022 in Megève, Département Haute-Savoie, Frankreich) war ein britischer Diplomat, der 1997 kurzzeitig Botschafter in der Bundesrepublik Deutschland als auch von 1997 bis 2003 Botschafter in den USA war.

## Leben
Christopher John Rome Meyer absolvierte nach dem Besuch der 1848 gegründeten Lancing College ein Studium am Peterhouse der University of Cambridge. Er trat im Anschluss 1966 in den diplomatischen Dienst ein und fand in der Folgezeit Verwendung an zahlreichen Auslandsvertretungen sowie im Ministerium für Auswärtige und Commonwealth-Angelegenheiten (Foreign and Commonwealth Office). Er war zwischen 1982 und 1984 Botschaftsrat und Kanzler an der Botschaft in der Sowjetunion sowie im Anschluss von 1984 bis 1986 Leiter des Referats für Nachrichtenwesen im Ministerium für Auswärtige und Commonwealth-Angelegenheiten, ehe er von 1986 bis 1988 Pressesekretär von Premierminister John Major war. 1988 wurde er für seine Verdienste Companion des Order of St Michael and St George (CMG). Danach wechselte er an die Botschaft in die USA und war dort zunächst zwischen 1989 und 1992 Gesandter für Handel sowie von 1992 bis 1993 Gesandter. Nach seiner Rückkehr löste er 1994 Gus O’Donnell, Baron O’Donnell als Pressesekretär von Premierminister John Major ab und hatte diese Funktion bis zu seiner Ablösung durch Alastair Campbell 1996 inne.
Danach wurde Meyer 1997 Nachfolger von Nigel Broomfield als Botschafter in der Bundesrepublik Deutschland, aber bereits kurze Zeit später von Paul Lever abgelöst. Daraufhin wurde er wiederum 1997 Nachfolger von John Olav Kerr als Botschafter in den USA. Diesen Posten hatte er bis zu seinem Eintritt in den Ruhestand 2003 inne, woraufhin David Manning sein dortiger Nachfolger wurde. Für seine langjährigen Verdienste im diplomatischen Dienst wurde er am 31. Dezember 1997 zum Knight Commander des Order of St Michael and St George (KCMG) geschlagen und führte seither den Namenszusatz „Sir“.
Nach seiner Rückkehr löste Christopher Meyer Robert Pinker als Vorsitzender der Press Complaints Commission ab, einer freiwilligen Regulierungsbehörde für Zeitungen, Zeitschriften und sonstige Presseerzeugnisse, und bekleidete diese Funktion bis zu seiner Ablösung durch Peta Buscombe, Baroness Buscombe 2009. Er war seit 1997 mit Catherine Irene Jacqueline Meyer verheiratet, die für ihr Engagement als Gründungsvorsitzende der Organisation gegen Kindesmissbrauch sowie zum Auffinden vermisster Kinder PACT (Parents and Abducted Children Together) am 19. Juni 2018 zur Baroness Meyer, of Nine Elms in the London Borough of Wandsworth, erhoben wurde.